# Té de cascarilla
El té de cascarilla es una bebida típica de la gastronomía de Argentina y Uruguay que se realiza mediante la infusión de la cascarilla de cacao en agua o leche.
La cascarilla del cacao (Theobroma cacao)
es un subproducto de la fabricación del chocolate,
poco utilizado en otros países, pero que se aprovecha en Argentina y Uruguay desde tiempos coloniales.

## Composición
Las capas externas del fruto forman la cascarilla que representa por lo menos un 10% del total del fruto. La cascarilla de cacao
contiene un 67.11% de fibra insoluble y 8,66% de fibra soluble. Su caracterización química contiene un porcentaje de celulosa de 17.39%, de hemicelulosa 6.38%, y lignina de 32.40%.

## Características
La cascarilla de cacao tiene una importante actividad antioxidante y quizás una de las formas más eficientes de aprovechar esa propiedad sería a través de su uso en la preparación de infusiones. El contenido de polifenoles es inferior a 6.000 mg/100 g de muestra. Con respecto a los valores de EA, están en el orden de 10-4, valores menores a 1 se considera una baja EA. Los valores de Poder Antioxidante de Reducción Férrica (FRAP), reflejan una actividad antioxidante del orden de frutas como la manzana roja con cáscara, limón y vegetales verdes.
La cascarilla de cacao  proporciona efectos beneficiosos para la salud como lo hacen algunas semillas, frutas y vegetales, por ser una fuente de compuestos con propiedades antioxidantes como son los polifenoles.

## Historia
Existen registros de finales del siglo XIX que ya la mencionan.

## Preparación
La infusión puede prepararse hirviendo la cascarilla en agua o leche y, opcionalmente, añadiendo azúcar. Sin embargo, su uso más frecuente es en el mate con cascarilla. Se prepara mezclando cascarilla con yerba mate y armando (preparando) el mate con esta mezcla. También se puede prescindir de esta mezcla y utilizarla sola en el mate de cascarilla, que no incluye yerba mate.
Posee un sabor más frutal que el del chocolate y más ácido y astringente que la cocoa.

## Consumo
La bebida es popular en áreas rurales y en el interior del país, donde suelen consumirla los esquiladores cuando es el tiempo de la esquila, por lo general a la hora de la merienda.